# Чистополье (Крым)
Чистопо́лье (до конца XIX века Дере́-Салы́н; укр. Чистопілля, крымскотат. Dere Salın, Дере Салын) — село в Ленинском районе Республики Крым, центр Чистопольского сельского поселения (согласно административно-территориальному делению Украины — Чистопольского сельсовета Автономной Республики Крым).

## Население
| 2001 | 2014  |
| ---- | ----- |
| 2091 | ↘1706 |

Всеукраинская перепись 2001 года показала следующее распределение по носителям языка
| Язык             | Процент |
| ---------------- | ------- |
| русский          | 60.59   |
| крымскотатарский | 27.98   |
| украинский       | 8.75    |
| другие           | 0.53    |

### Динамика численности
| - 1805 год — 101 чел. - 1864 год — 63 чел. - 1889 год — 30 чел. - 1892 год — 182 чел. - 1902 год — 199 чел. - 1915 год — 0 чел. | - 1926 год — 100 чел. - 1974 год — 1919 чел. - 2001 год — 2091 чел. - 2009 год — 1869 чел. - 2014 год — 1706 чел. |

## Современное состояние
На 2017 год в Чистополье числится 21 улица и казарма 69-748 км; на 2009 год, по данным сельсовета, село занимало площадь 330 гектаров на которой, в 670 дворах, проживало 1869 человек. В селе действуют средняя общеобразовательная школа и детский сад «Алёнка», сельский Дом культуры, библиотека, амбулатория общей практики семейной медицины, отделение Почты России, храм св. Владимира, мечеть «Дере-Салын джамиси». Чистополье связано автобусным сообщением с Керчью и соседними населёнными пунктами. На сельском кладбище похоронен живший в послевоенное время в Чистополье Герой Советского Союза Н. М. Почивалин. Его могила объявлена памятником истории регионального значения.

## География
Чистополье расположено в северной части района и Керченского полуострова, на водоразделе безымянных притоков реки Аджиельская и её притока Артезиан, на северных отрогах Парпачского хребта, высота центра села над уровнем моря 97 м.
Находится примерно в 46 километрах (по шоссе) на восток от райцентра Ленино. В селе находится железнодорожная станция Чистополье (на линии Владиславовка — Керчь). На территории посёлка во времена Боспорского царства располагалось античное поселение — Салын, а в двух километрах городище — Артезиан. Транспортное сообщение осуществляется по региональной автодороге 35Н-336 Керчь — Чистополье — Новоотрадное (по украинской классификации — С-0-10829).

## История
Первое документальное упоминание села встречается в Камеральном Описании Крыма… 1784 года, судя по которому, в последний период Крымского ханства Дире Сален входил в Дин Керченский кадылык Кефинского каймаканства. После присоединения Крыма к России (8) 19 апреля 1783 года, (8) 19 февраля 1784 года, именным указом Екатерины II сенату, на территории бывшего Крымского Ханства была образована Таврическая область и деревня была приписана к Левкопольскому, а после ликвидации в 1787 году Левкопольского — к Феодосийскому уезду Таврической области. Перед Русско-турецкой войной 1787—1791 годов производилось выселение крымских татар из прибрежных селений во внутренние районы полуострова, в ходе которого в Дире-Салын было переселено 11 человек. В конце войны, 14 августа 1791 года всем было разрешено вернуться на место прежнего жительства. После Павловских реформ, с 1796 по 1802 год, входила в Акмечетский уезд Новороссийской губернии. По новому административному делению, после создания 8 (20) октября 1802 года Таврической губернии, Дере-Салын был включён в состав Акмозской волости Феодосийского уезда.
По Ведомости о числе селений, названиях оных, в них дворов… состоящих в Феодосийском уезде от 14 октября 1805 года , в деревне Дейре-Салын числилось 17 дворов и 101 житель. На военно-топографической карте генерал-майора Мухина 1817 года деревня Диресалы обозначена с 25 дворами. После реформы волостного деления 1829 года Дайре Салын, согласно «Ведомости о казённых волостях Таврической губернии 1829 года», отнесли к Чурубашской волости (переименованной из Аккозской). Видимо, вследствие эмиграции крымских татар в Турцию, деревня опустела и на карте 1836 года в деревне 7 дворов, а на карте 1842 года Дейре Салын обозначен условным знаком «малая деревня», то есть, менее 5 дворов.
В 1860-х годах, после земской реформы Александра II, деревню приписали к Сарайминской волости. Согласно «Списку населённых мест Таврической губернии по сведениям 1864 года», составленному по результатам VIII ревизии 1864 года, Дейре-Салын — владельческая татарская деревня с 12 дворами и 63 жителями при колодцах. По обследованиям профессора А. Н. Козловского начала 1860-х годов, в селении колодцы были глубиной 1—5 саженей (от 2 до 10 м), но в большинстве из них (около трёх четвертей) вода была «дурного качества». На трёхверстовой карте Шуберта 1865—1876 года в деревне Дейре-Салын обозначено 14 дворов. По «Памятной книге Таврической губернии 1889 года», по результатам Х ревизии 1887 года, в деревне Дейре-Салын числилось 5 дворов и 30 жителей. По «…Памятной книжке Таврической губернии на 1892 год» в Дейре-Салыне, входившем в Ново-Александровское сельское общество, числилось 7 жителей в 3 домохозяйствах. На верстовой карте Крыма 1896 года в обозначена экономия Дейре с храмом. По «…Памятной книжке Таврической губернии на 1902 год» на хуторе Дейре-Салынь, входившем в Ново-Александровское сельское общество, числилось 7 жителей, домохозяйств не имеющих, а, во входившей в то же общество экономии Ильинка — 81 житель без домовладений. На 1914 год в селении действовала православная церковь. По Статистическому справочнику Таврической губернии. Ч.II-я. Статистический очерк, выпуск пятый Феодосийский уезд, 1915 год, в экономии Ильинка (Дейре-Салынь наследников Ильиной) Сарайминской волости Феодосийского уезда числилось 2 двора без населения. В экономии числилось 5882 десятины удобной земли. В хозяйствае имелось 200 лошадей, 252 вола, 32 коровы и 10000 голов овец, свиней, или коз.

После установления в Крыму Советской власти, по постановлению Крымревкома, 25 декабря 1920 года из Феодосийского уезда был выделен Керченский (степной) уезд, а, постановлением ревкома № 206 «Об изменении административных границ» от 8 января 1921 года была упразднена волостная система и в составе Керченского уезда был создан Керченский район в который вошло село (в 1922 году уезды получили название округов. 11 октября 1923 года, согласно постановлению ВЦИК, в административное деление Крымской АССР были внесены изменения, в результате которых округа были отменены и основной административной единицей стал Керченский район в который вошло село. Согласно Списку населённых пунктов Крымской АССР по Всесоюзной переписи 17 декабря 1926 года, в совхозе Чистополье (он же Ильинка, или Дере-Салын), Либкнехтовского сельсовета Керченского района, числилось 36 дворов, все некрестьянские, население составляло 100 человек (61 мужчина и 39 женщин). В национальном отношении учтено: 61 русский, 33 украинца, 2 грека, 4 записаны в графе «прочие», действовала русская школа. Постановлением ВЦИК «О реорганизации сети районов Крымской АССР» от 30 октября 1930 года (по другим сведениям 15 сентября 1931 года) Керченский район упразднили и село включили в состав Ленинского, а, с образованием в 1935 году Маяк-Салынского района (переименованного 14 декабря 1944 года в Приморский) — в состав нового района. На километровой карте Генштаба Красной армии 1941 года на месте Дере-Салыня обозначен совхоз Тарасовский. В 1940 году, в связи с созданием Багеровского полигона, сюда были переселены жители сёл, располагавшихся на его территории и селению присвоили название Чистополье (на двухкилометровке РККА 1942 года обозначено уже Чистополье).

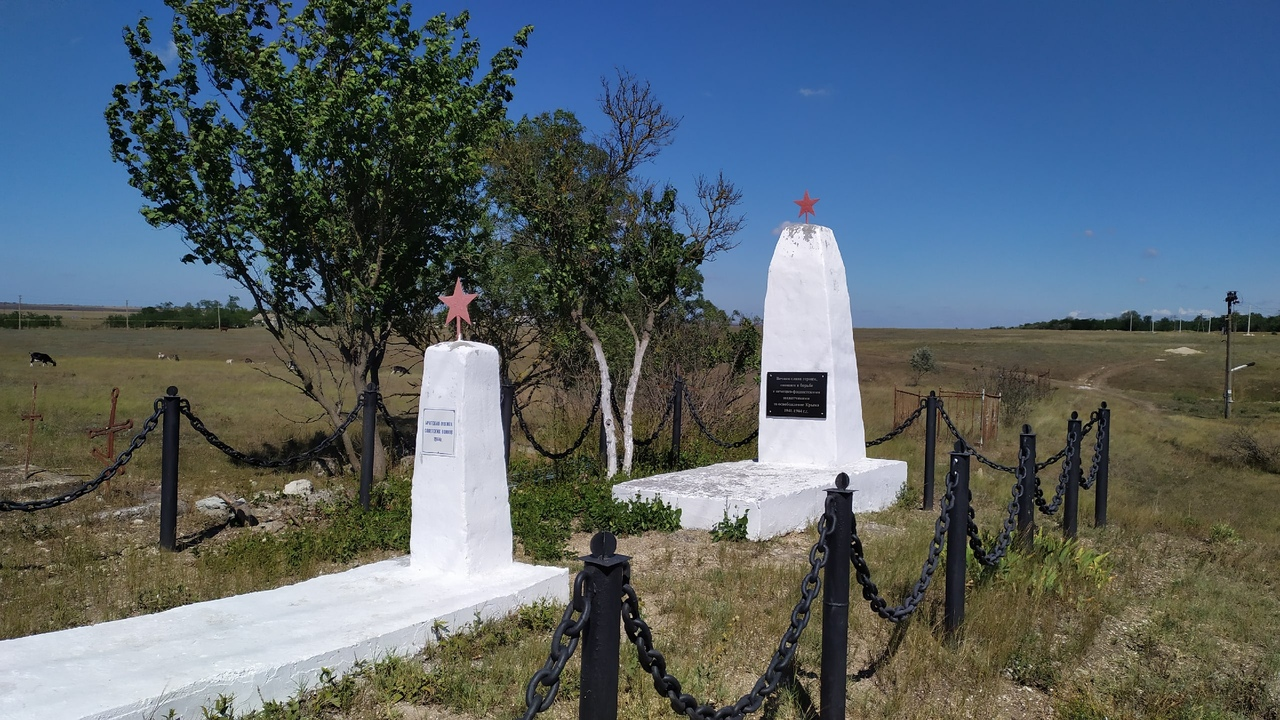
Братская могила.
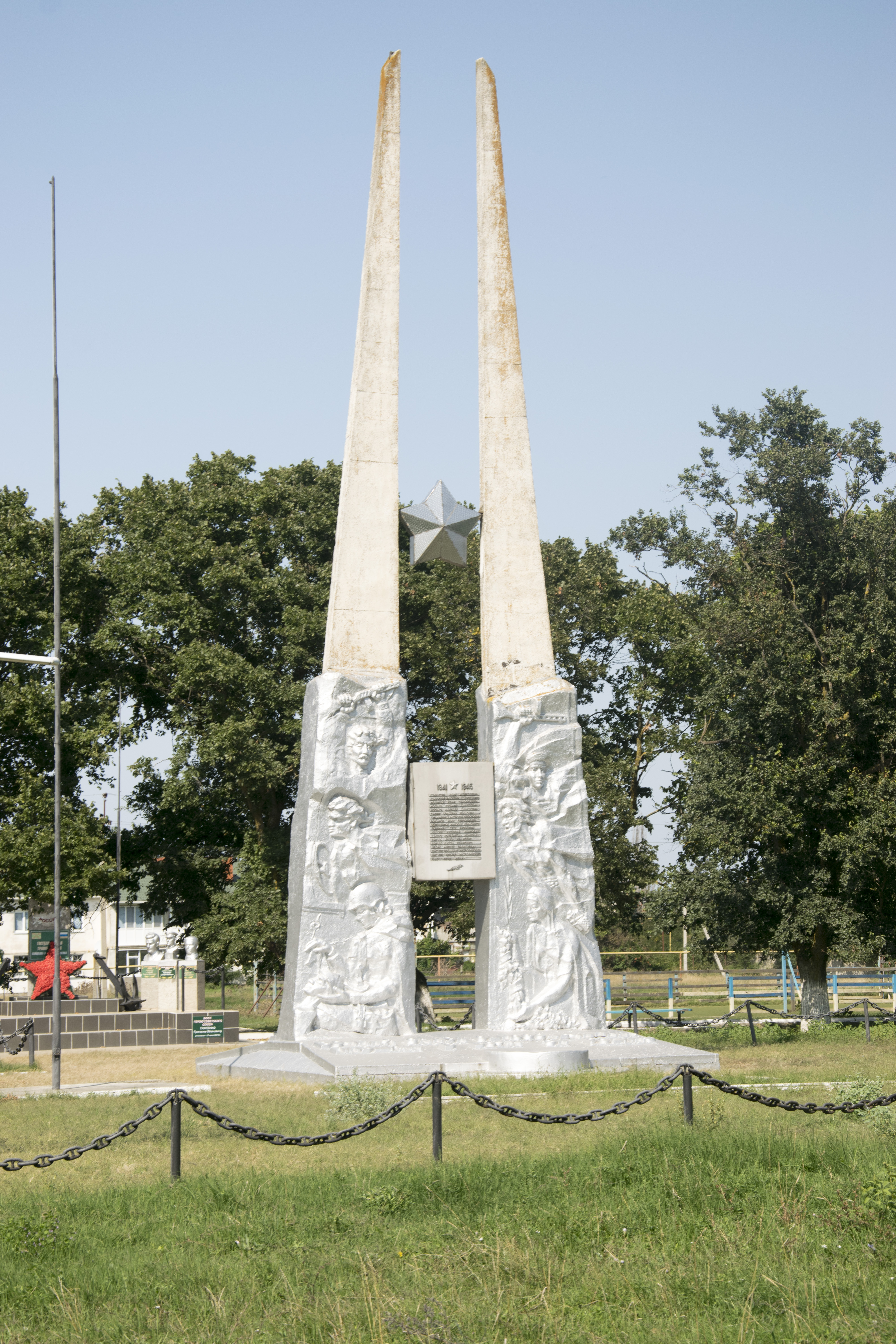
Памятный знак в честь воинов-односельчан

Во время Великой Отечественной войны, 12 апреля 1944 года вели бои за освобождение села воины 383-го стрелкового полка Приморской армии. 13 погибших бойцов были похоронены в братской могиле (у железнодорожного переезда на восточной окраине). Там же похоронены трое воинов, павших в 1941—1942 годах при проведении Керченско-Феодосийской десантной операции. Постановлением Совета министров Республики Крым № 627 от 20 декабря 2016 года отнесённый к категории объектов культурного наследия России.
В январе 1945 года уже был образован Чистопольский сельсовет (в коем статусе село пребывает всю дальнейшую историю). А ещё 12 августа 1944 года было принято постановление № ГОКО-6372с «О переселении колхозников в районы Крыма» и в сентябре того же года в район приехали первые новоселы 204 семьи из Тамбовской области, а в начале 1950-х годов последовала вторая волна переселенцев из различных областей Украины. С 25 июня 1946 года Чистополье в составе Крымской области РСФСР, а 26 апреля 1954 года Крымская область была передана из состава РСФСР в состав УССР. Указом Президиума Верховного Совета УССР «Об укрупнении сельских районов Крымской области», от 30 декабря 1962 года Приморский район был упразднён и вновь село присоединили к Ленинскому. В центре села в 1967 году установлен памятный знак авторства художников И. А. Сороколетова и А. И. Бабушкина, в честь воинов — односельчан, погибших в годы Великой Отечественной войны. На монументе выбиты 27 фамилий павших в Отечественной войне воинов, жителей Чистополья, объект культурно-исторического наследия. По данным «Крымскотатарской энциклопедии», по переписи 1989 года в селе проживало 964 человек, что не согласуется с другими данными. С 12 февраля 1991 года село в восстановленной Крымской АССР, 26 февраля 1992 года переименованной в Автономную Республику Крым. С 21 марта 2014 года в составе Крыма аннексировано Россией.